# Ein einsam Grab
Ein einsam Grab, auch unter dem Titel Die Tat der Gräfin Worms bekannt, ist ein deutsches Stummfilmdrama aus dem Jahre 1916 von Karl Gerhardt nach einem Drehbuch von Joe May mit dessen Ehefrau Mia May in einer Doppelrolle.

## Handlung
Gräfin Worms liebt den Freund ihres Mannes, Fürst Heinz von der Esche. Dieser will jedoch nicht ein Störfaktor dieser Ehe sein und den erotischen Versuchungen der Gräfin erliegen und begibt sich daher auf Reisen. Dennoch möchte die Gräfin unbedingt für den Fürsten frei sein und bringt daher ihren ungeliebten Gatten kurzerhand um. Es kommt zum Prozess, und ein Todesurteil wird ausgesprochen. Das Gnadengesuch beim Landesherrn bleibt erfolglos. Lilly Worms, die Tochter der Gräfin, wird nach der Hinrichtung dem Bruder der Toten, Graf Egon, zugesprochen, der mit Felicitas bereits eine eigene, etwa gleichaltrige Tochter besitzt. Mit den beiden jungen Frauen und seiner Ehefrau begibt sich Egon, um erst einmal Abstand zu gewinnen, auf eine ausgedehnte Reise nach Kairo.
18 Jahre später. Felicitas und ihre Mutter, Egons Gattin, starben kurz nach der Ankunft in Kairo, und so zog er Lilly als seine eigene Tochter Felicitas auf. Im Rahmen einer großen Festivität lernt Fürst von der Esche, der sich nach dem brutalen Tod der Gräfin Worms vollkommen aus der Öffentlichkeit zurückgezogen hatte und das Leben als Single verbrachte, Lilly alias Felicitas kennen. Aus dem Kind ist eine schöne, junge Frau geworden. Auch nachdem er erfahren hat, dass Felicitas in Wahrheit Lilly ist, will er diese heiraten. Die junge Frau, die bisher nichts von der Exekution ihrer Mutter wusste, nimmt seinen Antrag an. Durch die Eifersucht der Tochter des fürstlichen Bibliothekars erfährt Felicitas ausgerechnet an ihrem Hochzeitstag alles über ihre Mutter. Sie glaubt, dass der frisch angetraute Gatte Mitschuld an ihrem fürchterlichen Ende trägt, und eilt zu Mutterns einsamem Grab, um dort ebenfalls zu sterben. Heinz kann sie im letzten Moment in der gräflichen Gruft von einer Verzweiflungstat abhalten.

## Produktionsnotizen
Ein einsam Grab wurde im Juni/Juli 1916 gedreht, passierte im August 1916 die Filmzensur und wurde mit Jugendverbot belegt. Die Uraufführung war am 22. September 1916 im Berliner Tauentzienpalast. Die österreichische Fassung des Fünfakters war rund 1700 Meter lang und feierte am 22. Dezember 1916 seine Wiener Premiere.
Der Film war die erste Zusammenarbeit zwischen Karl Gerhardt und seinem Landsmann Joe May. Für ihn sollte Gerhardt 1919 einen Teil des berühmten Achtteilers Die Herrin der Welt drehen.

## Kritik
In Paimann’s Filmlisten ist zu lesen: „Stoff, Spiel, Szenerie und Photos hochprima.“